# Бройтигам, Перри
Перри Бройтигам (нем. Perry Bräutigam; род. 28 марта 1963, Альтенбург, Лейпциг) — немецкий футболист, вратарь, а также футбольный тренер.

## Игровая карьера

### Клубная карьера
Свою спортивную карьеру Бройтигам начал в возрасте семи лет в футбольной школе при альтенбургском клубе «Мотор». В 1982 году он перешёл в «Карл Цейсс», представлявшей в Оберлиге ГДР округ Гера.
13 апреля 1984 года Бройтигам дебютировал на профессиональном уровне в матче Оберлиги против клуба «Шталь» из Ризы. С сезона 1984/1985 Перри становится основным вратарём команды. 17 сентября 1986 года Бройтигам впервые принял участие в розыгрыше кубка УЕФА, сыграв во встрече с западно-германским «Юрдингеном». Вместе с командой Бройтигам пережил присоединение восточно-германских клубов к футбольной системе ФРГ и в 1991 году оказался во второй Бундеслиге.
Летом 1994 года Бройтигам перешёл в «Нюрнберг», за который отыграл один сезон, после чего перебрался в «Ганзу», выступавшей в первой Бундеслиге. В обоих клубах Бройтигам являлся основным вратарём команды, пока в 1997 году не проиграл конкуренцию за место в стартовом составе Мартину Пиккенхагену. Летом 2002 года Бройтигам завершил карьеру игрока в возрасте 39-ти лет.

### Карьера в сборной
26 октября 1989 года Бройтигам дебютировал в составе сборной ГДР в выездном товарищеском матче против Мальты, появившись на поле на 76-й минуте вместо Дирка Хейне. В 1990 году он успел сыграть ещё две встречи за сборную (против Шотландии и Бразилии), прежде чем национальная команда ГДР прекратила своё существование из-за объединения Германии.

## Тренерская карьера
Сразу после завершения карьеры игрока Бройтигам стал тренером вратарей «Ганзы». 9 декабря 2007 года Перри был дозаявлен для участия в Бундеслиге в качестве игрока вместо выбывшего по болезни Штефана Вехтера и в матче того же дня против «Байера 04» Бройтигам находился на скамейке запасных, как второй вратарь команды.
Летом 2009 года Бройтигам получил предложение от новообразованного клуба «РБ Лейпциг» и стал тренером вратарей команды. Вместе с командой Бройтигам проделал путь от любительской Оберлиги до второй Бундеслиги, оставаясь на своей должности при пяти разных руководителей тренерского штаба. С 1 июля 2015 года решением нового главного тренера Ральфа Рангника Бройтигам был переведён на должность тренера-координатора вратарей «РБ Лейпциг».